# 丹尼斯 (喬治亞州莫雷縣)
丹尼斯（英語：Dennis）是位於美國喬治亞州莫雷縣的一個非建制地區。該地的面積和人口皆未知。

## 地理
丹尼斯的座標為34°42′07″N 84°42′32″W / 34.70194°N 84.70889°W，而該地的平均海拔高度為245米（即804英尺）。